# Dear Friends V
『Dear Friends V』（ディア・フレンズ・ファイブ）は、岩崎宏美のカバー・アルバム。 2010年10月20日発売。発売元はインペリアルレコード。

## 解説
- 『Dear Friends』シリーズの第5弾。

## 収録曲
1. LOVE LOVE LOVE
  - 作詞：吉田美和
  - 作曲：中村正人
  - 編曲：塩谷哲
  - 原曲：DREAMS COME TRUE（1995年）
2. あなた
  - 作詞・作曲・編曲・原曲：小坂明子（1974年）
3. 黄昏のビギン
  - 作詞：永六輔
  - 作曲：中村八大
  - 編曲：大江千里
  - 原曲：水原弘（1959年）
4. 恋のフーガ（with 岩崎良美）
  - 作詞：なかにし礼
  - 作曲：すぎやまこういち
  - 編曲：中井幸一
  - 原曲：ザ・ピーナッツ（1967年）
5. 愛燦燦
  - 作詞・作曲：小椋佳
  - 編曲：渡辺俊幸
  - 原曲：美空ひばり（1986年）
6. 黒のクレール
  - 作詞・作曲・原曲：大貫妙子（1982年）
  - 編曲：塩谷哲
7. はじまりはいつも雨
  - 作詞・作曲・原曲：ASKA（1992年）
  - 編曲：坂本昌之
8. 真夜中のドア〜Stay With Me
  - 作詞：三浦徳子
  - 作曲：林哲司
  - 編曲：Bro.KONE
  - 原曲：松原みき（1979年）
9. L-O-V-E
  - 作詞・作曲：Bert Kaempfert／M.Gable
  - 編曲：宮 哲之
  - 原曲：ナット・キング・コール（1964年）
10. 駅
  - 作詞・作曲：竹内まりや
  - 編曲：大江千里
  - 原曲：中森明菜（1986年）
11. 花
  - 作詞：御徒町凧
  - 作曲：森山直太朗
  - 編曲：坂本昌之
  - 原曲：中孝介（2007年）
12. 虹〜Singer〜
  - 作詞・作曲：さだまさし
  - 編曲：服部隆之
  - 原曲：雪村いづみ（1994年）